# Bellebeek

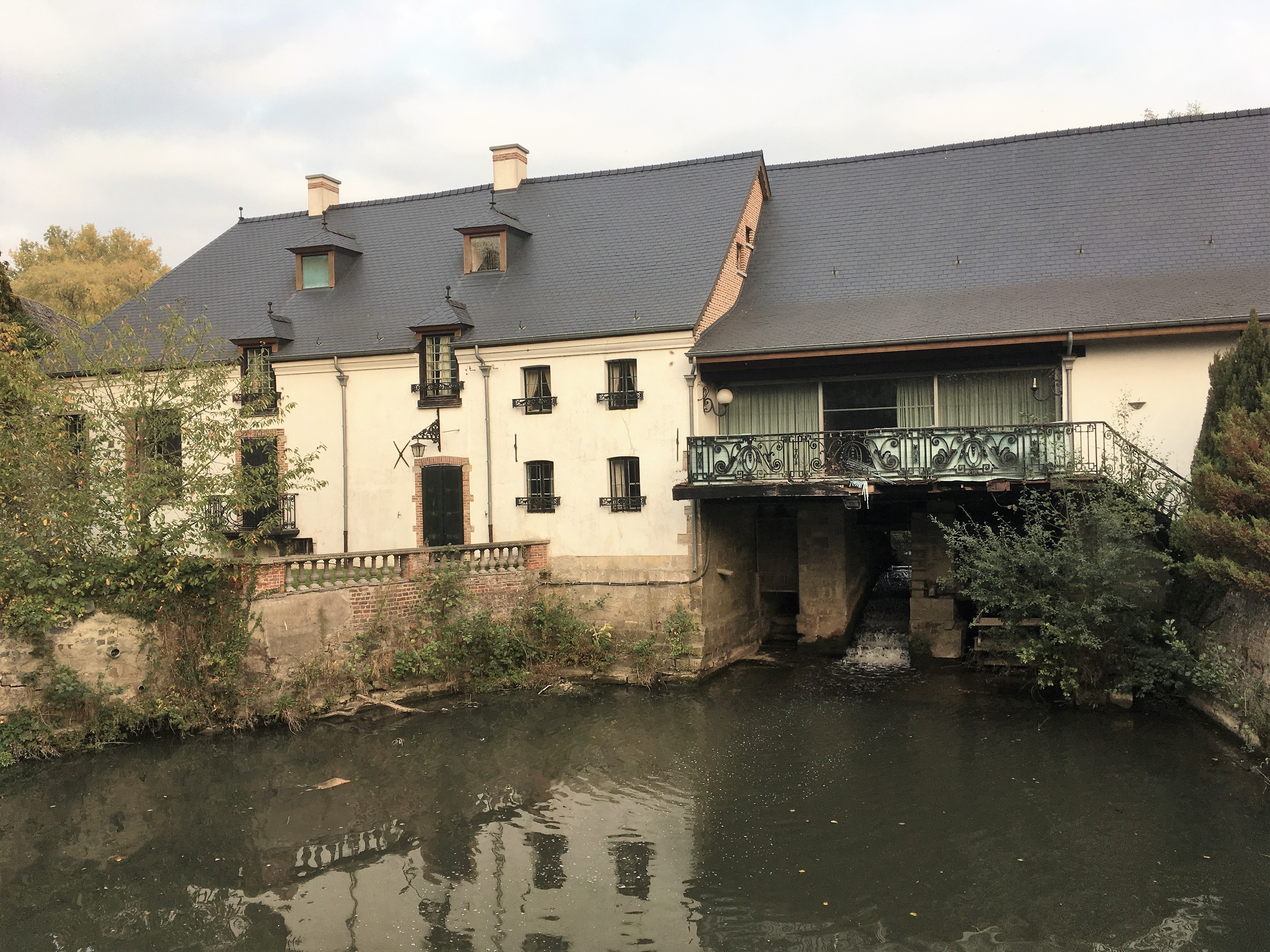
De Bellebeek ter hoogte van de Bellemolen in Essene.

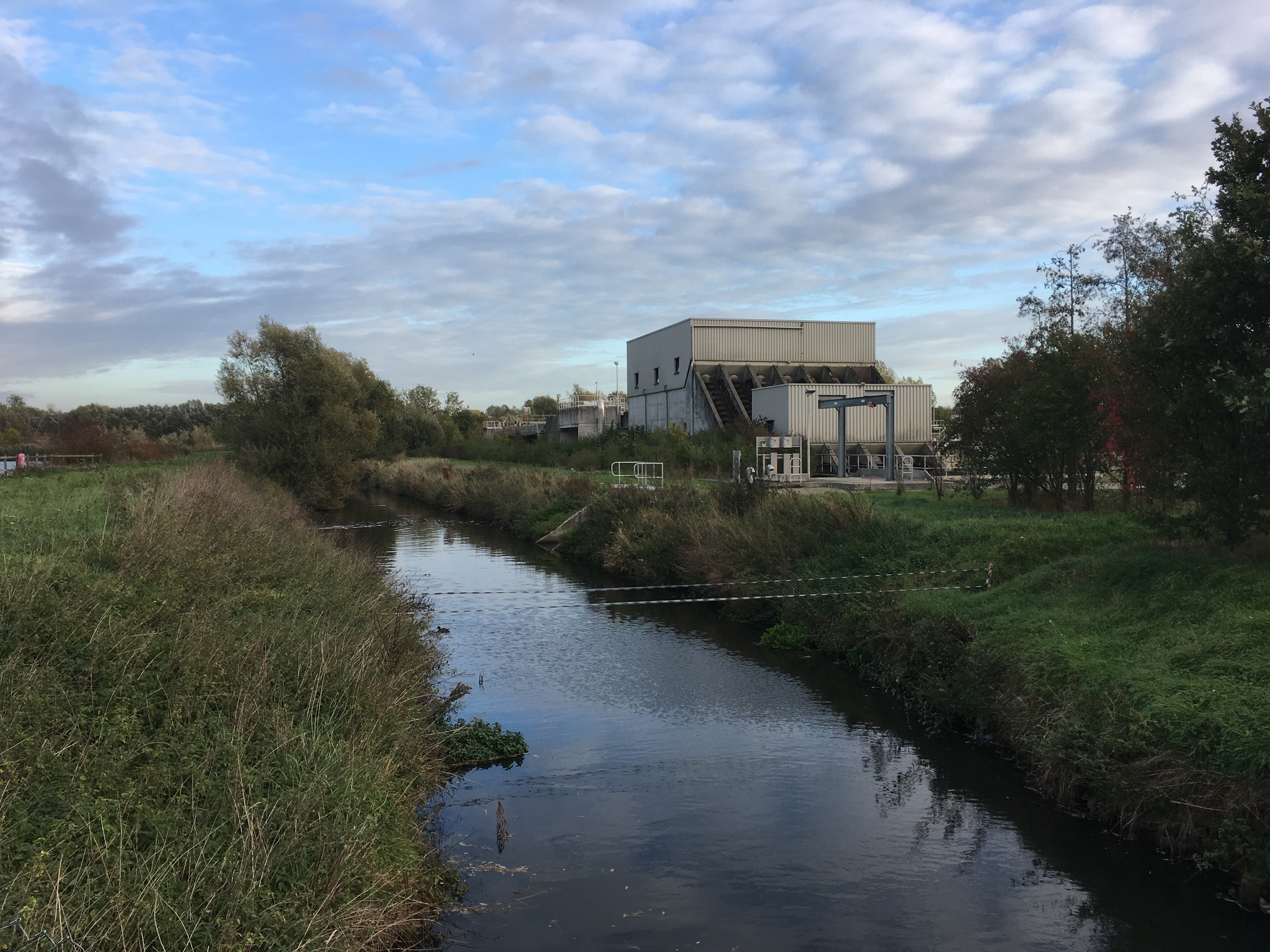
De Bellebeek naast de rioolwaterzuivering van Liedekerke.

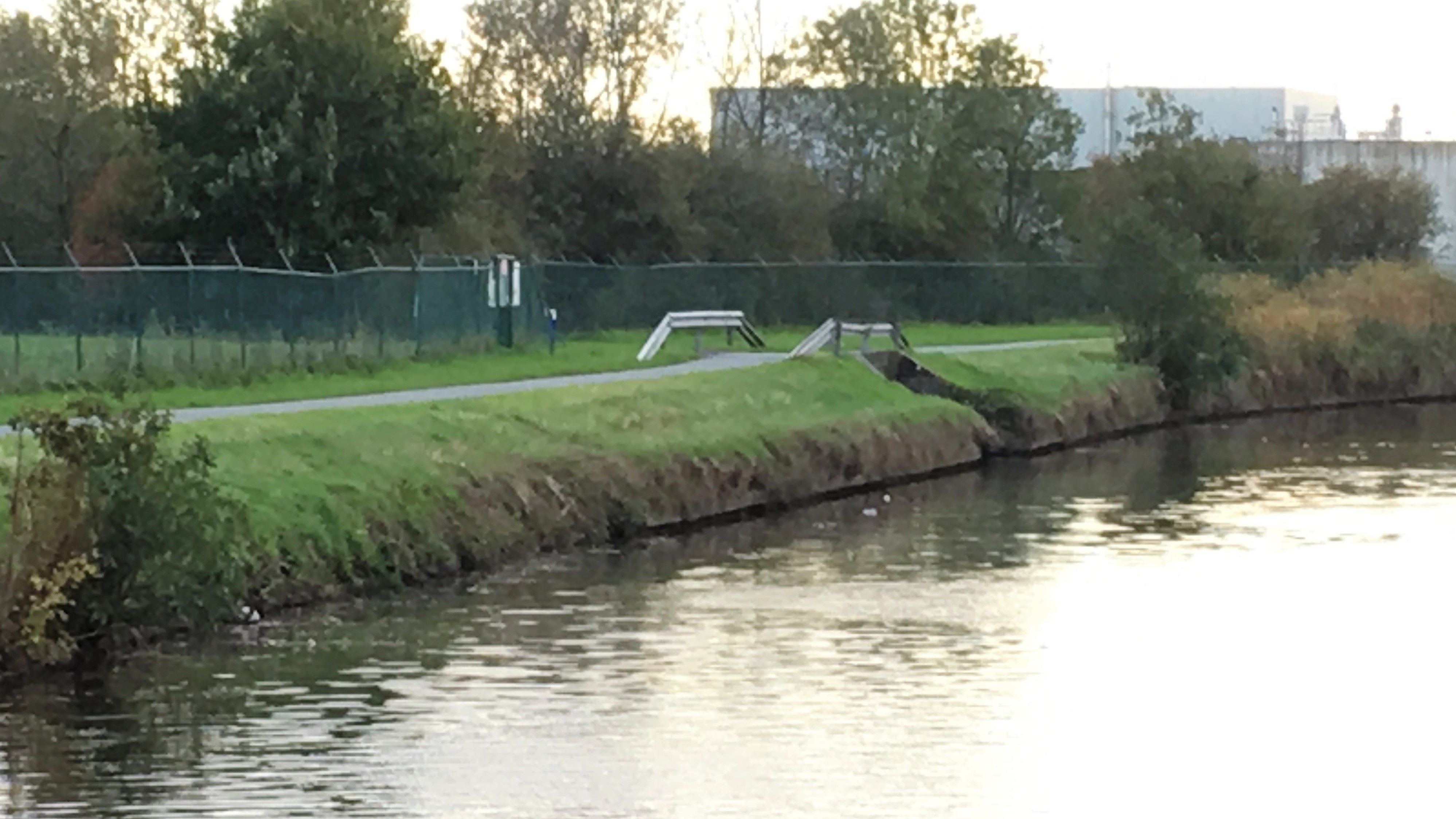
Monding van de Bellebeek in de Dender (onder het brugje) naast de rioolwaterzuivering van Liedekerke.

De Bellebeek (oude naam: Alfene) is een beek in de Belgische provincie Vlaams-Brabant met VHA-nummer 5956 en is geklasseerd als waterloop van de eerste categorie. De Kelten gaven haar de naam "Alfene" ("de witte"), daarnaast doopten ze de Dender met "Tanera" ("de bruisende").

## Algemeen
Ze ontspringt in Gooik op een hoogte van 57,5 meter TAW. De beek wordt stroomafwaarts in de richting van de Dender door een achttal andere beekjes gevoed. Vier ervan zijn zuidwaarts gelegen: de Zierbeek, Keurebeek, Hunselbeek en Hollebeek; vier ervan zijn noordwaarts gelegen: de Steenvoordebeek, Nieuwe Molenbeek, Overnellebeek en Okaaibeek. De Bellebeek loopt verder op de historische grens tussen Teralfene en Liedekerke om ten slotte in de Dender uit te monden op het grondgebied van laatstgenoemde, op een hoogte van 9 meter boven het zeeniveau. Het stroomgebied van de Bellebeek bestrijkt een oppervlakte van 100,30 km² en maakt deel uit van het Denderbekken (ca. 1380 km²). De Bellebeekvallei loopt in de Vlaams-Brabantse gemeenten Asse, Dilbeek, Affligem, Ternat, Liedekerke, Roosdaal, Lennik en Gooik. In Essene (een deelgemeente van Affligem) drijft de Bellebeek nog steeds de molens aan van de Bellemolen.
Voor de komst van de rioolwaterzuiveringsinstallatie te Liedekerke en de nieuwe ontsluitingsweg N208 in de jaren 90 is de waterloop van de Bellebeek op beide plaatsen verlegd. Er is tevens een overwelfde bypass gemaakt die stroomafwaarts de sluis van Teralfene in de Dender uitmondt. Een automatisch geregelde stuw verdeelt de afvoer van de Bellebeek over de natuurlijke loop en de bypass. Door deze werken wordt de structuur van de Bellebeek gekarakteriseerd als ‘sterk veranderd’.
De Alfene gaf haar naam aan het dorp Teralfene en in het huidige Sint-Katherina-Lombeek aan het voormalige bos van Overalfene. In Ternat vindt men vandaag nog twee gehuchten Opalfene en Neeralfene.

## Overstromingen
Op de manier waarop de waterlopen en de overstromingsrisico's in Vlaanderen beheerd worden, bestaat kritiek. Zo zijn de bevoegdheden over de waterlopen sterk versnipperd en is er niet altijd optimale communicatie tussen alle actoren. Deze kritiek bestaat ook voor de Bellebeek, die regelmatig voor wateroverlast zorgt. Ook is grootste deel van de gebieden waarin de Bellebeek overstroomt van nature overstroombaar. Nochtans hebben delen van het als van nature overstroomd aangeduid gebied een invulling gekregen die er niet mee in overeenstemming is, zoals bewoning en industrie aan de monding van de Bellebeek in de Dender in Liedekerke en Affligem.

### 1990 - 1999
- Eind januari 1995 veroorzaakte de Bellebeek overstromingen. Het gecontroleerd overstromingsgebied op de Nieuwe Molenbeek te Ternat liep op 30 januari vol waardoor het water op drie plaatsen door de dijk stroomde en de lagergelegen straten in Ternat met wateroverlast te kampen hadden. Verder waren er overstromingen in Affligem stroomopwaarts van de Bellemolen. Ook Liedekerke had in beperkte mate te kampen met wateroverlast.
- December 1999 zorgde eveneens voor grote problemen in de vallei van de Bellebeek. De nieuwe verbindingsweg naar Liedekerke werd voor alle verkeer afgesloten omwille van wateroverlast. Opwaarts de Bellemolen op de rechteroever, ter hoogte van de bypass, stonden weilanden, akkers en enkele straten onder water. Ternat had te kampen met wateroverlast in de omgeving van het station doordat onder andere de afwateringsgracht onder de spoorwegduiker niet meer kon functioneren. Het gecontroleerd overstromingsgebied op de Hunselbeek was volledig gevuld waardoor de Voetbeek niet meer kon lozen, met problemen opwaarts tot gevolg.

### 2000 - heden
- Bij de overstromingen in België in november 2010 veroorzaakte ook de Bellebeek op zondag 14 november overstromingen in Teralfene en Liedekerke (in de stationsbuurt en de nijverheidszone Begijnenmeers), waarbij een aantal huizen en straten onder water liepen. Ook de N208 liep onder en werd afgesloten voor het verkeer. Het buffergebied achter de Bellemolen liep zaterdagavond al vol; ook de bypass, die sinds 1995 de beek bij piekmomenten ondergronds van een tweede rechtstreekse monding in de Dender voorziet, kon de toevloed niet aan. De extra dijk die gebouwd werd na een overstroming op 1 januari 2003, hield wel stand. De brandweer van Asse en de Civiele Bescherming van Liedekerke deelden zandzakjes uit aan de omwonenden en zetten zwaar materieel in om het water weg te pompen.[2][3]
- Eind december 2012 bereikte het waterpeil van de Bellebeek kritieke waarden. Er werden echter geen huizen bedreigd.[4]
- Eind december 2013 bereikte de Bellebeek een zeer hoge waterstand. Dat er hier en elders toen geen overstromingen hebben plaatsgevonden, is volgens de Vlaamse Milieumaatschappij te danken aan de veertigtal Vlaamse wachtbekkens (met een buffercapaciteit van 21 miljoen kubieke meter) en de overstromingsvoorspeller, waarmee de overheden tijdig verwittigd wordt van overstromingsgevaar.[5]
- Eind augustus 2014 zijn na hevige regenval wachtbekkens aangesproken langs de Bellebeek. In Essene werd ook het alarmpeil bereikt. In Liedekerke werd een woning tijdelijk bedreigd.[6]
- Begin januari 2015 rees het water van de wispelturige Bellebeek tot een kritiek punt in Teralfene. Heel wat weilanden langs de N208, die als natuurlijk overstromingsgebied van de beek dienstdoen, stonden onder water, net als enkele straten in Teralfene. Er werden geen huizen bedreigd.[7]

## Milieukwaliteit
De Bellebeek is geclassificeerd als oppervlaktewater met de bestemming viswater. Dit is van belang voor de milieunormen die gelden voor de Bellebeek omdat er in het VLAREM verschillende milieunormen van toepassing zijn afhankelijk van de bestemming van oppervlaktewaters (bijvoorbeeld drinkwater, zwemwater, viswater, ...). Door deze classificatie gelden voor de Bellebeek de basismilieukwaliteitsnormen voor grote beken.

### Waterkwaliteit
De Bellebeek heeft in het verleden ernstig geleden onder vervuiling door afvalwaterlozingen uit huishoudelijke en industriële bronnen en door de afloop van nutriënten uit de landbouw. Om dit aan te pakken gingen de betrokken gemeenten een afkoppelingsbeleid leiden waardoor de afvoer van afvalwater van de Bellebeek werd afgekoppeld. Aquafin, het bedrijf dat in Vlaanderen verantwoordelijk is voor het beheer van de waterzuiveringsinfrastructuur, breidde het waterzuiveringsnet uit.

#### Rioolwaterzuiveringsinstallatie
Zo werd in 1999 de rioolwaterzuiveringsinstallatie van Liedekerke aan de uitmonding van de Bellebeek in de Dender door Aquafin geopend. Het effluent van deze installatie komt terecht in de Bellebeek, die enkele tientallen meters verderop in de Dender stroomt. Bij de bouw werden een rietgoot en een buffervijver aangelegd om het lozingsdebiet naar de overstromingsgevoelige beek in te perken en zo wateroverlast te vermijden. De installatie bedient het zuiveringsgebied Liedekerke en krijgt ongeveer 78 600 inwonerequivalent aan afvalwater uit delen van de gemeenten Haaltert, Denderleeuw, Affligem, Asse, Dilbeek, Ternat, Liedekerke, Roosdaal en Lennik te verwerken. Ook kleine delen van Gooik (deelgemeente Gooik), Ninove (deelgemeenten Ninove, Outer en Nederhasselt) en Aalst (deelgemeente Erembodegem) zijn aangesloten op de zuiveringsinstallatie van Liedekerke.
Verder voerde Aquafin de afgelopen tien jaar in het zuiveringsgebied Liedekerke maar liefst veertig collectorprojecten uit. De aansluiting van negen extra woonkernen en vooral de aanleg van collectoren in Denderleeuw, Roosdaal en Haaltert, samen goed voor 29 490 huishoudelijke en 4 865 industriële inwonerequivalent, zorgden voor een forse stijging van de rioleringsgraad in het gebied. Om de sterk toegenomen vuilvracht te kunnen verwerken, breidde Aquafin de zuiveringsinstallatie in Liedekerke in 2013 uit. De huidige installatie heeft een biologische zuiveringscapaciteit (in inwonerequivalent) van 85 500; 22 500 meer dan bij het originele ontwerp in 1999. De zuiveringsgraad voor het zuiveringsgebied Liedekerke bedroeg in 2013 98,82%. Meer dan 90% van het aangevoerde debiet bestaat uit huishoudelijk afvalwater. Het effluent van de installatie voldeed in 2014 aan de opgelegde milieunormen.

#### Verbetering
Hierdoor is er in de Bellebeek sinds het einde van de jaren 90 een verbetering van de biologische waterkwaliteit zichtbaar. De beek is sinds dan geëvolueerd van een zeer zwaar verontreinigde waterloop (met een BBI-waarde van 2: zeer slechte kwaliteit) tot een verontreinigde waterloop (met een BBI-waarde van 5: matige kwaliteit). De zuurstofhuishouding die in 2012 en 2014 werd opgemeten door de Vlaamse Milieumaatschappij aan de hand van de Prati-index wijst op een matige tot aanvaardbare chemische waterkwaliteit, in tegenstelling tot de opmetingen in 1996 die op zware verontreiniging wezen. Wel is er nog steeds een teveel aan fosfor aanwezig in het water. Ook behoort de Bellebeek nog tot de lijst van prioritaire waterlopen voor saneringsonderzoek in het kader van het ecologische herstel van rivieren en beken. De waterbodem en het sediment is er nog steeds zeer sterk verontreinigd. Wat de zijlopen betreft, doen vooral de Bosbeek, de Hunselbeek, de Hollebeek en Steenvoordebeek het goed.
De uitbreidingswerken van het rioleringsnet gaan anno 2015 nog steeds door. In 2016 wil Aquafin rioleringswerken uitvoeren om het afvalwater van ongeveer 145 inwoners uit Roosdaal en Liedekerke dat nog rechtstreeks in de Bellebeek loopt aan te sluiten op een gescheiden rioleringsnet, waarbij het huishoudelijk afvalwater wordt afgevoerd naar de rioolwaterzuiveringsinstallatie van Liedekerke en het hemelwater via nieuwe grachten naar de Bellebeek wordt geleid.
Ondanks een verbeterde waterkwaliteit is er tot nu geen significante verbetering vastgesteld in het visbestand van het bekken van de Bellebeek, met één uitzondering ter hoogte van de Bellemolen in Affligem. Het is wel zo dat naast de waterkwaliteit nog heel wat andere factoren de vispopulatie beïnvloeden, zoals het ontbreken van paaiplaatsen, migratiemogelijkheden, diversiteit van de oever- en beekstructuur en ook de kwaliteit van de (vervuilde) waterbodem.

### Sediment
In september 2015 heeft de Vlaamse Milieumaatschappij in Ternat en Roosdaal zandvangen aangelegd in twee gecontroleerde overstromingsgebieden op twee zijwaterlopen van de Bellebeek: de Steenvoordebeek en de Hunselbeek. Dit om de verhoogde sedimentafvoer bij hoge debieten op te vangen en zo de slibafzetting verder afwaarts te verminderen zodat de waterloop zijn maximale afvoercapaciteit behoudt. Concreet werden de waterlopen plaatselijk verbreed. De vertraagde stroomsnelheid ter hoogte van de verbreding zorgt ervoor dat sediment er bezinkt en er zo minder frequent slib moet worden geruimd. Dit bespaart kosten en is belangrijk voor de ecologie van de waterloop.

### Reuzenbalsemien
Midden 2011 werd vastgesteld dat de Bellebeek overwoekerd werd door de reuzenbalsemien, een van oorsprong exotische plant uit de Himalaya, van Sint-Katharina-Lombeek tot Essene. De plant wordt gemakkelijk twee tot drie meter hoog en neemt het licht weg voor de andere (inheemse) planten en dieren, waardoor de plant de biodiversiteit aantast. Ook kan de plant problemen veroorzaken met betrekking tot de waterafvoer en maken de wortels van de plant de oevers onstabiel, wat overstromingen of oevererosie in de hand kan werken. Bovendien verspreidt de plant zich zeer gemakkelijk. Dit was de eerste keer dat de Bellebeek met deze invasieve plant werd geconfronteerd. Mogelijk zou dit een gevolg zijn geweest van de overstromingen van de winter van 2010, waarbij de Bellebeek toen op meerdere plaatsen buiten haar oevers trad. Op sommige plaatsen, onder meer langs overstromingsgebieden achter de Bellemolen, duurde het weken eer de beek weer in haar normale bedding stroomde; de plant zou blijkbaar goed gedijen in het meegekomen slib. Volgens toenmalig Vlaams minister van Leefmilieu Joke Schauvliege kon de sterke toename van de reuzenbalsemien dan weer worden verklaard door de voedselrijke oevers, maar ook door de sterk schommelende waterstanden en de slechte waterkwaliteit van de beek, wat ervoor zorgt dat er van nature veel kale oevers zijn waarop invasieve soorten goed kunnen gedijen.
Het Instituut voor Natuur- en Bosonderzoek volgde de zaak op in een algemeen onderzoek over de verspreiding van plantensoorten in Vlaanderen. De Bellebeek is tevens een van de drie beken waar de Vlaamse Milieumaatschappij midden 2012 omwille van de ernstige aantasting begon met een pilootproject om de reuzenbalsemien te bestrijden. De bestrijding bestond uit het maaien van de plant en het weghalen van het maaisel om te vermijden dat de afgemaaide plantenresten terug konden wortelen. De ervaringen in de pilootgebieden dienden daarna voor een gebiedsdekkende bestrijdingscampagne voor deze soort te starten.

### Milieu-incidenten
In oktober 2013 klaagde de milieudienst van Gooik de vervuiling van de Bellebeek door het Lennikse slachthuis Isla Meat aan. Volgens de milieudienst liep er de afgelopen jaren bij ieder Offerfeest vervuild water uit het slachthuis in de Bellebeek (plaatselijk daar ook de Oplombeekse beek genoemd) omdat de zuiveringsinstallatie van het bedrijf de grote toestroom van slachtafvalstoffen niet aan zou kunnen. Buiten de onmiddellijke milieuschade maakten omliggende veehouders zich ook zorgen over de mogelijke verspreiding van besmettelijke dierziekten via het vervuilde water. De zaakvoerder ontkende de verantwoordelijkheid van het slachthuis maar stelde dat het bedrijf in de toekomst het afvalwater en slib naar een vergistingsinstallatie zou laten voeren. Eerder was het bedrijf al veroordeeld voor een niet-toegestane lozing.
Op 29 juli 2014 werd door enkele inwoners van Teralfene verontreiniging van de Bellebeek door stookolie vastgesteld. Zij verwittigden de politie, die ter plaatse kwam maar aanvankelijk geen actie ondernam. Omdat de vervuiling de volgende ochtend echter groter werd, werden alsnog maatregelen getroffen en legde de Civiele Bescherming van Liedekerke op vraag van de brandweer van Asse een dam aan om te voorkomen dat de rest van de stookolie zou afdrijven naar de Dender. De situatie werd opgevolgd door de milieuambtenaren van Ternat, Liedekerke en Affligem. Laatstgenoemde bracht ook de Vlaamse Milieumaatschappij op de hoogte. Deze vervuiling ontstond vermoedelijk bij de afbraak van een oude stookolietank in Sint-Katharina-Lombeek, stroomopwaarts van Teralfene. De milieuambtenaar van Ternat stelde een proces-verbaal op ten laste van de vermoedelijke vervuiler.